# 中山正羅
中山正羅（なかやま まさら）は、日本の写真家。

## 経歴
京都府出身。写真家の花代に師事。国内外のグループ展に多数参加し、独自の視点で創作活動を続けてきた。グループ展として、THE EXPOSED、 New York Photo Festival、THE PHOTO / BOOKS HUB TOKYO、SPACE CADET Actual Exhibition #1、New Japanese  Photographyなどに出展した。

## 受賞
- 第30回ひとつぼ展入選[1][2]

## 個展
- 愛に生きて (WISH LESS gallery)

## 写真集
- 『FANCY PEOPLE PHOTO BOOK』 (artbeat publishers/2009)
- 『KYOTO』(Planetary Photobooks/2012)
- 『愛に生きて』 (MUTANT/2015)